# Список частиц
Это список частиц в физике элементарных частиц, включающий не только открытые, но и гипотетические элементарные частицы, а также составные частицы, состоящие из элементарных частиц.

## Элементарные частицы
Элементарная частица — это частица без внутренней структуры, то есть не содержащая других частиц. Элементарные частицы — фундаментальные объекты квантовой теории поля. Они могут быть классифицированы по спину: фермионы имеют полуцелый спин, а бозоны — целый спин.

### Стандартная модель
Стандартная модель физики элементарных частиц — теория, описывающая свойства и взаимодействия элементарных частиц. Все частицы, предсказываемые Стандартной моделью, за исключением гипотетических, были экспериментально обнаружены. Всего модель описывает 61 частицу.

#### Фермионы
Фермионы имеют полуцелый спин; для всех известных элементарных фермионов он равен ½. Каждый фермион имеет свою собственную античастицу. Фермионы являются базовыми кирпичиками всей материи. Они классифицируются по своему участию в сильном взаимодействии. Согласно Стандартной модели, существует 12 ароматов элементарных фермионов: шесть кварков и шесть лептонов.
- Кварки имеют цветовой заряд и участвуют в сильном взаимодействии. Их античастицы называются антикварками. Существует шесть ароматов кварков (по 2 в каждом поколении):

| Поколение |  | Кварки с зарядом (+2/3)e             | Кварки с зарядом (+2/3)e            | Кварки с зарядом (+2/3)e |  | Кварки с зарядом (−1/3)e               | Кварки с зарядом (−1/3)e            | Кварки с зарядом (−1/3)e |
|           |  | Название (аромат) кварка/ антикварка | Символ кварка/ антикварка           | Масса (МэВ)              |  | Название (аромат) кварка/ антикварка   | Символ кварка/ антикварка           | Масса (МэВ)              |
| 1         |  | u-кварк (up-кварк) / анти-u-кварк    | {\displaystyle u/\,{\overline {u}}} | от 1,5 до 3              |  | d-кварк (down-кварк) / анти-d-кварк    | {\displaystyle d/\,{\overline {d}}} | 4,79±0,07                |
| 2         |  | c-кварк (charm-кварк) / анти-c-кварк | {\displaystyle c/\,{\overline {c}}} | 1250 ±90                 |  | s-кварк (strange-кварк) / анти-s-кварк | {\displaystyle s/\,{\overline {s}}} | 95 ± 25                  |
| 3         |  | t-кварк (top-кварк) / анти-t-кварк   | {\displaystyle t/\,{\overline {t}}} | 174200 ±3300             |  | b-кварк (bottom-кварк) / анти-b-кварк  | {\displaystyle b/\,{\overline {b}}} | 4200 ± 70                |

У всех кварков есть также электрический заряд, кратный 1/3 элементарного заряда. В каждом поколении один кварк имеет электрический заряд +2/3 (это u-, c- и t-кварки) и один — заряд −1/3 (d-, s- и b-кварки); у антикварков заряды противоположны по знаку. Кроме сильного и электромагнитного взаимодействия, кварки участвуют в слабом взаимодействии.
См. также лептокварк.
См. Список лептонов
- Лептоны не участвуют в сильном взаимодействии. Их античастицы — антилептоны (античастица электрона называется позитрон по историческим причинам). Существуют лептоны шести ароматов:

| Поколение |  | Заряженный лептон / античастица | Заряженный лептон / античастица         | Заряженный лептон / античастица | Заряженный лептон / античастица |  | Нейтрино / антинейтрино                         | Нейтрино / антинейтрино                                     | Нейтрино / антинейтрино | Нейтрино / антинейтрино |
|           |  | Название                        | Символ                                  | Электрический заряд (e)         | Масса (МэВ)                     |  | Название                                        | Символ                                                      | Электрический заряд (e) | Масса (МэВ)             |
| 1         |  | Электрон / Позитрон             | {\displaystyle e^{-}\,/\,e^{+}}         | −1 / +1                         | 0,511                           |  | Электронное нейтрино / Электронное антинейтрино | {\displaystyle \nu _{e}\,/\,{\overline {\nu }}_{e}}         | 0                       | < 0,0000022             |
| 2         |  | Мюон                            | {\displaystyle \mu ^{-}\,/\,\mu ^{+}}   | −1 / +1                         | 105,66                          |  | Мюонное нейтрино / Мюонное антинейтрино         | {\displaystyle \nu _{\mu }\,/\,{\overline {\nu }}_{\mu }}   | 0                       | < 0,17                  |
| 3         |  | Тау-лептон                      | {\displaystyle \tau ^{-}\,/\,\tau ^{+}} | −1 / +1                         | 1776,99                         |  | Тау-нейтрино / тау-антинейтрино                 | {\displaystyle \nu _{\tau }\,/\,{\overline {\nu }}_{\tau }} | 0                       | < 15,5                  |

Массы нейтрино не равны нулю (это подтверждается существованием нейтринных осцилляций), но настолько малы, что не были измерены напрямую на 2011 год.
См. также кварконий

#### Бозоны
См. более подробный список бозонов.

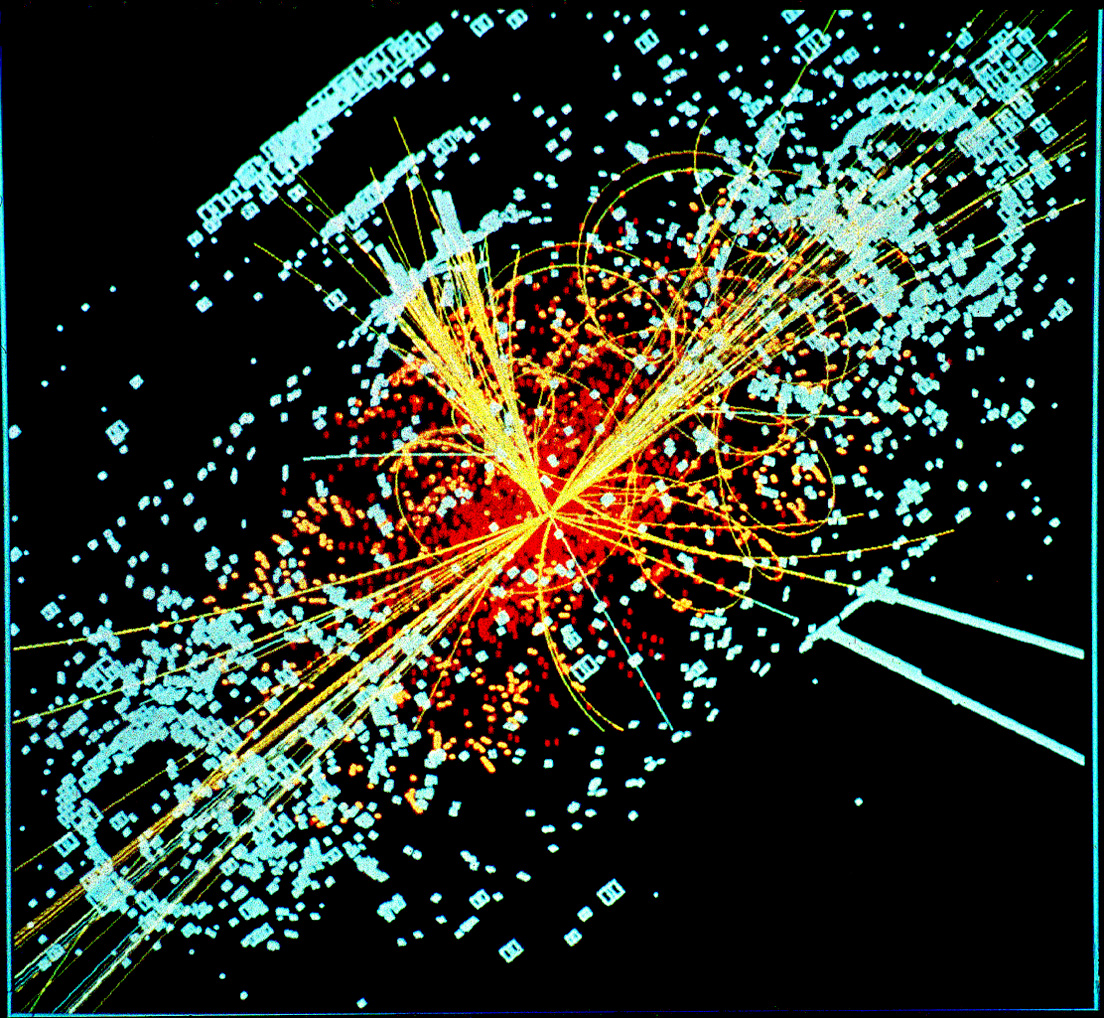
Моделирование, показывающее появление бозона Хиггса при столкновении двух протонов

Бозоны имеют целочисленные спины. Фундаментальные силы природы переносятся калибровочными бозонами, а масса, согласно теории, создаётся бозонами Хиггса. По Стандартной модели, элементарными бозонами являются следующие частицы:
| Название     | Заряд (e) | Спин | Масса (ГэВ)                     | Переносимое взаимодействие      |
| Фотон        | 0         | 1    | 0                               | Электромагнитное взаимодействие |
| W±           | ±1        | 1    | 80,4                            | Слабое взаимодействие           |
| Z0           | 0         | 1    | 91,2                            | Слабое взаимодействие           |
| Глюон        | 0         | 1    | 0                               | Сильное взаимодействие          |
| Бозон Хиггса | 0         | 0    | ≈125                            | Поле Хиггса                     |
| Гравитон     | 0         | 2    | меньше 6,76×10−23 электронвольт | Гравитация                      |

Бозон Хиггса, или хиггсон. В механизме Хиггса Стандартной модели массивный хиггсовский бозон создаётся из-за спонтанного нарушения симметрии поля Хиггса. Присущие элементарным частицам массы (в частности, большие массы W±- и Z0-бозонов) могут быть объяснены их взаимодействиями с этим полем. Бозон Хиггса обнаружен в 2012 году на Большом адронном коллайдере (англ. Large Hadron Collider, LHC). Обнаружение подтверждено в марте 2013 года, а сам Хиггс получил Нобелевскую премию за своё открытие.
Триплон — триплетное возбужденное состояние

### Гипотетические частицы
Суперсимметричные теории, расширяющие Стандартную модель, предсказывают существование новых частиц (суперсимметричных партнёров частиц Стандартной модели), но ни одна из них не была экспериментально подтверждена (на февраль 2021 года).
- Нейтралино (спин — ½) — суперпозиция суперпартнёров нескольких нейтральных частиц Стандартной модели. Это ведущий кандидат на основную составляющую тёмной материи (см. также Вимп). Партнёры заряженных (англ. charged) бозонов называются чарджино (англ. chargino).
- Фотино (спин — ½) — суперпартнёр фотона.
- Гравитино (спин — ³⁄2) — суперпартнёр гравитона в теориях супергравитации.
- Слептоны и Скварки (спин — 0) — суперсимметричные партнёры фермионов Стандартной модели. С-топ кварк (Stop) (суперпартнёр top-кварка) предположительно должен иметь относительно маленькую массу, в связи с этим его поиски ведутся особо активно.
- Семейство гейджино, суперпартнёров калибровочных бозонов (глюино — суперпартнёр глюона, ви́но[6] — суперпартнёр W-бозона, бино — суперпартнёр калибровочного бозона, соответствующего слабому гиперзаряду, зино — суперпартнёр Z-бозона).
- Хиггсино — суперпартнёр бозона Хиггса.

Кроме того, в других моделях вводятся следующие пока не зарегистрированные частицы:
- Гравитон (спин — 2) предложен как переносчик гравитации в теориях квантовой гравитации.
- Дилатон (гравискаляр) (спин — 0) и гравифотон (спин — 1).
- Инфлатон и курватон — частицы, участвовавшие в процессе инфляции Вселенной.
- Аксион (спин — 0) — псевдоскалярная частица, введённая в теории Печчеи — Квинн, чтобы решить CP-проблему сильного взаимодействия.
- Аксино (спин — ½) — суперпартнёр аксиона.
- Саксион (спин — 0, скаляр, R-чётность = 1) и аксино (спин — 1/2, R-чётность = −1) формируют вместе с аксионом супермультиплет в суперсимметричных вариантах теории Печчеи — Квинн.
- X-бозон и Y-бозон предсказываются теориями Великого объединения как более тяжёлые эквиваленты W- и Z-бозонов.
- Магнитный фотон.
- Майорон введён, чтобы объяснить массы нейтрино при помощи механизма see-saw.
- Зеркальные частицы предсказаны теориями, восстанавливающими симметрию чётности.
- Стерильное нейтрино вводится во многих вариантах Стандартной модели и может пригодиться для объяснения результатов LSND (ускорительного эксперимента по изучению нейтринных осцилляций).
- Магнитный монополь — общее название для частиц с ненулевым магнитным зарядом. Они предсказываются некоторыми теориями Великого объединения.
- Преон[7] (субкварк, маон, альфон, кинк, ришон, твидл, гелон, гаплон, Y-частица) был предложен как подструктура для кварков и лептонов, но современные эксперименты на коллайдерах не подтверждают его существование.
- Риббон — ришон Харари, который преобразован в протяженный лентообразный объект[8]
- Арион[9],[10] — строго безмассовый голдстоуновский бозон, связанный со спонтанным нарушением точной киральной симметрии.
- Архион[11] — голдстоуновский бозон, соединяющий свойства аксиона, фамилона и майорона
- Фамилон — голдстоуновский (или псевдоголдстоуновский) бозон, возникающий при спонтанном нарушении дополнительной симметрии между поколениями фермионов[12],[13]
- Легчайшая суперсимметричная частица (LSP) — общее название, данное самым лёгким из дополнительных гипотетических частиц, найденных в суперсимметричных моделях.
- Сфермион — гипотетическая спин-0 частица-суперпартнёр (или счастица) своего ассоциированного фермиона.
- Снейтрино
- Сэлектрон
- Смюон
- Стау-лептон
- Аномалон

См. также техницвет (техникварки, технилептоны, техниадроны).
См. также счастица.

## Составные частицы

Кварковая структура протона: 2 u-кварка и 1 d-кварк

### Адроны
Адроны определяются как сильно взаимодействующие составные частицы.
Адроны состоят из кварков и делятся на 2 категории:
- барионы, которые состоят из 3 кварков 3 цветов и образуют бесцветную комбинацию;
- мезоны, которые состоят из 2 кварков (точнее 1 кварка и 1 антикварка).

Кварковые модели, впервые предложенные в 1964 году независимо Мюрреем Гелл-Манном и Джорджем Цвейгом (который назвал кварки «тузами»), описывают известные адроны как составленные из свободных (валентных) кварков и/или антикварков, крепко связанных сильным взаимодействием, которое переносится глюонами. В каждом адроне также содержится «море» виртуальных кварк-антикварковых пар.
Резонанс (резонон) — элементарная частица, представляющая собой возбуждённое состояние адрона.
См. также партон, Zc(3900).

#### Барионы (фермионы)

Комбинация трёх u, d или s-кварков с общим спином 3/2 формирует так называемый барионный декуплет.

См. более подробный список барионов.
Обычные барионы (фермионы) содержат каждый три валентных кварка или три валентных антикварка.
- Нуклоны — фермионные составляющие обычного атомного ядра:
  - протоны;
  - нейтроны.
- Гипероны, такие, как Λ-, Σ-, Ξ- и Ω-частицы, содержат один или больше s-кварков, быстро распадаются и тяжелее нуклонов. Хотя обычно в атомном ядре гиперонов нет (в нём содержится лишь примесь виртуальных гиперонов), существуют связанные системы одного или более гиперонов с нуклонами, называемые гиперядрами.
- Также были обнаружены очарованные и прелестные барионы.
- Пентакварки состоят из пяти валентных кварков (точнее, четырёх кварков и одного антикварка).

Недавно были найдены признаки существования экзотических барионов, содержащих пять валентных кварков; однако были сообщения и об отрицательных результатах. Вопрос их существования остаётся открытым.
См. также дибарионы.

#### Мезоны (бозоны)

Мезоны с нулевым спином формируют нонет.

См. более подробный список мезонов.
Обычные мезоны содержат валентный кварк и валентный антикварк. В их число входят пион, каон, J/ψ-мезон и многие другие типы мезонов. В моделях ядерных сил взаимодействие между нуклонами переносится мезонами.
Могут существовать также экзотические мезоны (их существование всё ещё под вопросом):
- Тетракварки состоят из двух валентных кварков и двух валентных антикварков.
- Глюболы (глюоний[16], глюболл[17]) — связанные состояния глюонов без валентных кварков.
- Гибриды состоят из одной или более кварк-антикварковых пар и одного или более реальных глюонов.

Пионий — экзотический атом, состоящий из одного {\displaystyle \pi ^{+}} и одного {\displaystyle \pi ^{-}}-мезона.
Мезонная молекула — гипотетическая молекула, состоящая из двух или более мезонов, связанных вместе сильным взаимодействием.
Мезоны с нулевым спином формируют нонет.
Для элементарных частиц, не участвующих в сильных взаимодействиях, Л. Б. Окунем было предложено название аденоны.

### Атомные ядра
Атомные ядра состоят из протонов и нейтронов, связанных сильным взаимодействием. Каждый тип ядра содержит строго определённое число протонов и строго определённое число нейтронов и называется нуклидом или изотопом. В настоящее время известно более 3000 нуклидов, из которых в природе встречается лишь около 300 (см. таблицу нуклидов). Ядерные реакции и радиоактивный распад могут превращать один нуклид в другой.
Некоторые ядра имеют собственные названия. Кроме протона (см. выше), собственными названиями обладают:
- дейтрон (дейтон), d — ядро дейтерия (2H);
- тритон, t — ядро трития (3H);
- гелион, h — ядро гелия-3;
- альфа-частица, α — ядро гелия-4.

### Атомы
Атомы — самые маленькие частицы, на которые материя может быть разделена с помощью химических реакций. Атом состоит из маленького тяжёлого положительно заряженного ядра, окружённого относительно большим лёгким облаком электронов. Каждый тип атома соответствует определённому химическому элементу, 118 из которых имеют официальное название (см. Периодическую систему элементов).
Существуют также короткоживущие экзотические атомы, в которых роль ядра (положительно заряженной частицы) выполняет позитрон (позитроний) или положительный мюон (мюоний). Имеются также атомы с отрицательным мюоном вместо одного из электронов (мюонный атом). Химические свойства атома определяются количеством электронов в нём, которое, в свою очередь, зависит от заряда его ядра. Все нейтральные атомы с одинаковым зарядом ядра (то есть с одинаковым количеством протонов в ядре) химически идентичны и представляют один и тот же химический элемент, хотя их масса может отличаться из-за различного количества нейтронов в ядре (такие атомы с различным числом нейтронов в ядре представляют различные изотопы одного элемента). В нейтральных атомах число электронов равно числу протонов в ядре. Атомы, лишённые одного или нескольких электронов (ионизованные), называются положительными ионами (катионами); атомы с лишними электронами называются отрицательными ионами (анионами).

### Молекулы
Молекулы — самые маленькие частицы вещества, ещё сохраняющие его химические свойства. Каждый тип молекулы соответствует химическому веществу. Молекулы состоят из двух или более атомов. Молекулы являются нейтральными частицами.

## Квазичастицы

Распад синусоидальной волны на солитоны, наблюдавшийся Забуски и Крускалом при численном решении уравнения КдФ

См. более подробный список квазичастиц.
В их число входят:
- Фононы[19] — колебательные моды в кристаллической решётке.
- Экситоны[20] — связанные состояния электрона и дырки.
- Трионы[21] — связанные состояния двух электронов и дырки, либо двух дырок и электрона.
- Плазмоны[22] — когерентные возбуждения плазмы.
- Дроплетоны[23] — квазичастица, представляющая собой совокупность электронов и дырок внутри полупроводника.
- Поляритоны[24] — смеси фотонов с другими квазичастицами.
- Поляроны[25] — двигающиеся заряженные (квази-)частицы, окружённые ионами в веществе.
- Магноны[26] — когерентные возбуждения электронных спинов в веществе.
- Ротоны[27] — вращательные состояния в вырожденных средах (например, в жидком гелии).
- Примесоны[22] — поведение примесного атома в квантовых кристаллах.
- Дефектоны[28] — характеризует поведение дефектов в квантовых кристаллах.
- Дырка[29] — носитель положительного заряда, равного элементарному заряду в полупроводниках.
- Биротоны[27].
- Биэкситоны[30] — связаное состояние двух экситонов. Представляют собой, фактически, экситонные молекулы.
- Биполяроны — связанная пара двух поляронов[31].
- Орбитоны — являющиеся элементарными квантами орбитальной волны в твёрдом теле.
- Фазоны[32] — флуктуоны, сопровождающиеся изменением фазы.
- Флуктуоны[33] — квазичастицы, наблюдающиеся в неупорядоченных сплавах и подобных им системах.
- Холоны[34] — наряду со спиноном квазичастица, возникающая в результате разделения спина и заряда в одномерных системах.
- Спиноны[34].
- Chargon — квазичастицы, образующиеся при разделении спина и заряда электрона[31].
- Конфигуроны — элементарное конфигурационное возбуждение в аморфном материале, которое включает в себя разрыв химической связи[31].
- Квазиэлектроны — электрон плюс экранирующее облако, зависит от других сил и взаимодействий в твердом теле[31].
- Плазмароны — квазичастицы от связи между плазмоном и дыркой[31].
- Солитоны — самоусиливающие уединенные волны возбуждения[31].
- Фермион Майораны — квазичастица, равная своей античастице, находится в запрещенной зоне некоторых сверхпроводников[31].
- Фрактоны — коллективные квантованные колебания на подложке с фрактальной структурой[31].
- Флексуроны Кацнельсона[35].
- Конформоны[36].
- Фокусоны — эстафетная передача импульса налетевшей частицы ионам или атомам кристалла с фокусировкой импульса вдоль плотно упакованных атомных рядов описывается квазичастицей, назывемой фокусоном.[37]

## Другие существующие и гипотетические частицы
- WIMР’ы[38] («вимпы»; англ. weakly interacting massive particles — слабо взаимодействующие массивные частицы), любые частицы из целого набора частиц, которые могут объяснить природу холодной тёмной материи (такие, как нейтралино или аксион). Эти частицы должны быть достаточно тяжёлыми и не участвовать в сильном и электромагнитном взаимодействиях.
- WISP’ы (англ. weakly interacting sub-eV particles) — слабо взаимодействующие частицы субэлектронвольтных масс[39].
- SIMP’ы (англ. strongly interacting massive particles — сильно взаимодействующие массивные частицы).
- Реджеон — объект, возникающий в теории Редже и описываемый отдельными траекториями Редже (название реджеон введено В. Н. Грибовым).

- Померон — используется для объяснения квазиупругого рассеяния адронов и расположения полюсов Редже в теории Редже, частный случай реджеона.
- Оддерон — реджеон, обладающий всеми квантовыми числами померона за исключением отрицательной C-чётности.

- Скирмион[42] — топологическое решение пионного поля, используется для моделирования низкоэнергетических свойств нуклонов, таких, как связь аксиально-векторного тока и массы.
- Голдстоуновский бозон[43] — безмассовое возбуждение поля, которое было подвергнуто спонтанному нарушению симметрии. Пионы являются квази-голдстоуновскими бозонами (квази-, потому что они имеют ненулевую массу) нарушенной хиральной изоспиновой симметрии квантовой хромодинамики.
- Голдстино (или голдстоуновский фермион) — фермион, возникающий при спонтанном нарушении суперсимметрии[44].
- Духи Фаддеева — Попова[45] — фиктивные поля и соответствующие им частицы, вводимые в теории калибровочных полей для того, чтобы сокращались вклады от нефизических времениподобных и продольных состояний калибровочных бозонов.
- Инстантон[46] — полевая конфигурация, которая является локальным минимумом Евклидова действия. Инстантоны используются в непертурбативных расчётах туннельных уровней.

- Антигравитон — гипотетическая частица со спином 1[47]
- Дион — гипотетическая частица, обладающая одновременно электрическим и магнитным зарядами[48].
- Геон (кугельблиц)[49] — электромагнитная или гравитационная волна, которая удерживается в ограниченной области гравитационным притяжением энергии своего собственного поля.
- Oh-My-God (англ. — боже мой) частица — ультравысокоэнергетические космические лучи (возможно, протоны), которые имеют энергию выше предела Грейзена — Зацепина — Кузьмина, представляющего собой теоретически максимально возможную энергию космических лучей.
- Спурион[50] — имя, данное «частице», введённой математически в распад с нарушением закона сохранения изоспина, чтобы анализировать его как процесс с сохранением изоспина.
- Акселерон[51] — гипотетическая субатомная частица, введенная для объяснения природы темной энергии.
- Максимон[52] (планкеон) — гипотетическая частица, масса которой равна планковской массе — предположительно максимально возможной массе в спектре масс элементарных частиц.
- Минимон — гипотетическая частица с минимально возможной массой (в противоположность максимону), не равной 0.
- Энион[53] — обобщение понятий фермиона и бозона, существующая в двухмерных системах.
- Плектон[54] — теоретический тип частиц, аналогичных эниону при размерности более двух.
- Фридмон[55] — гипотетическая элементарная частица, масса и размеры которой ничтожно малы.
- Магнитный монополь[56] — гипотетическая частица, элементарный магнитный заряд.
- X(4140) (Y(4140))[57] — ранее не предсказанная Стандартной моделью частица. Впервые наблюдалась в Фермилабе, и о её открытии было объявлено 17 марта 2009 года.
- Сфалерон[58]
- Космион[59]
- Мерон Meron[англ.] (полуинстантон[60])
- Хопфион — солитонная конфигурация модели Фаддеева — Скирма[61][62]
- Липатон[63][64][65]
- Геликон[66] — низкочастотная электромагнитная волна, которая возникает в некомпенсированной плазме, находящейся во внешнем постоянном магнитном поле.
- Парафотон — гипотетическая элементарная частица, не взаимодействующая с материей и способная путём осцилляций превращаться в обычный фотон и обратно.
- Гиперфотон — гипотетическая частица с очень малой массой и спином, равным единице.
- f1(1285) — псевдовекторная частица[67]
- X17 — гипотетическая частица (бозон), предложенная для объяснения аномальных результатов измерений в ходе поиска тёмных фотонов
- Хамелеон — гипотетическая частица, скалярный бозон с нелинейным самодействием, которое делает эффективную массу частицы зависящей от окружения[68]

## Классификация по скорости
- Тардионы, или брадионы движутся медленнее света и имеют ненулевую массу покоя[69]. К ним относятся все известные частицы, кроме безмассовых.
- Люксоны движутся со скоростью света и не имеют массы покоя. К ним относятся фотон и глюон (а также пока неоткрытый гравитон).
- Тахионы, или дромотроны[70] — гипотетические частицы, движущиеся быстрее света и имеющие мнимую массу.
- Сверхбрадионы[71] — гипотетические частицы, движущиеся быстрее света, но имеющие действительную массу.